# The Undisputed Truth (groupe)
Pour l’article homonyme, voir The Undisputed Truth.
The Undisputed Truth est un groupe américain de soul psychédélique, originaire de Détroit, dans le Michigan, actif entre 1970 et 1981. Il est formé en 1970 par le producteur de Motown, Norman Whitfield. Le groupe original comprend Joe Harris, Billie Rae Calvin et Brenda Joyce Evans. Harris avait précédemment travaillé avec The Preps et les Ohio Players, tandis que Calvin et Evans étaient auparavant membres des Delicates et avaient servi de choristes pour des artistes tels que The Four Tops, Diana Ross et Edwin Starr.

## Histoire

### Origines et débuts
Whitfield utilise The Undisputed Truth comme un laboratoire pour expérimenter ses techniques de production de soul psychédélique, un style qu'il avait déjà exploré avec The Temptations. Le groupe est notamment connu pour sa version de 'Smiling Faces Sometimes, qui atteint la troisième place du Billboard Hot 100 en 1971.
Leur premier album éponyme, The Undisputed Truth (1971), mélange le son Motown traditionnel avec des influences psychédéliques. Il comprend des reprises de chansons précédemment enregistrées par d'autres artistes de Motown, telles que Ball of Confusion (That's What the World Is Today) et You Got the Love I Need. En 1973, le groupe sort l'album Law of the Land, qui comprend la version originale de Papa Was a Rollin' Stone. Bien que leur version n'ait pas connu un grand succès, la chanson est retravaillée par The Temptations et est devenue un hit majeur.
Après le départ de Calvin et Evans en 1975, Whitfield réorganise le groupe en ajoutant de nouveaux membres, dont Taka Boom (sœur de Chaka Khan), pour explorer des sons plus orientés vers le funk et le disco. Cette nouvelle formation sort l'album Hethod to the Madness en 1976, qui comprend le single You + Me = Love, atteignant la 48e place du Billboard Hot 100.

### Séparation
The Undisputed Truth continue à enregistrer jusqu'à sa séparation en 1981, laissant derrière lui un héritage de soul psychédélique innovante et de collaborations notables avec Norman Whitfield.

## Membres

### Membres originels
- Joe Harris (1970–?)
- Billie Rae Calvin (1970–?)
- Brenda Joyce Evans (1970–?)

## Discographie

### Albums studio
- 1971 : The Undisputed Thruth
- 1973 : Law of the Land
- 1976 : Method of the madness